# Frontière entre l'Égypte et le Soudan
La frontière entre l'Égypte et le Soudan est constituée par les limites terrestres et maritimes séparant les deux pays.

## Tracé

Hala'ib est en gris (territoire contesté)

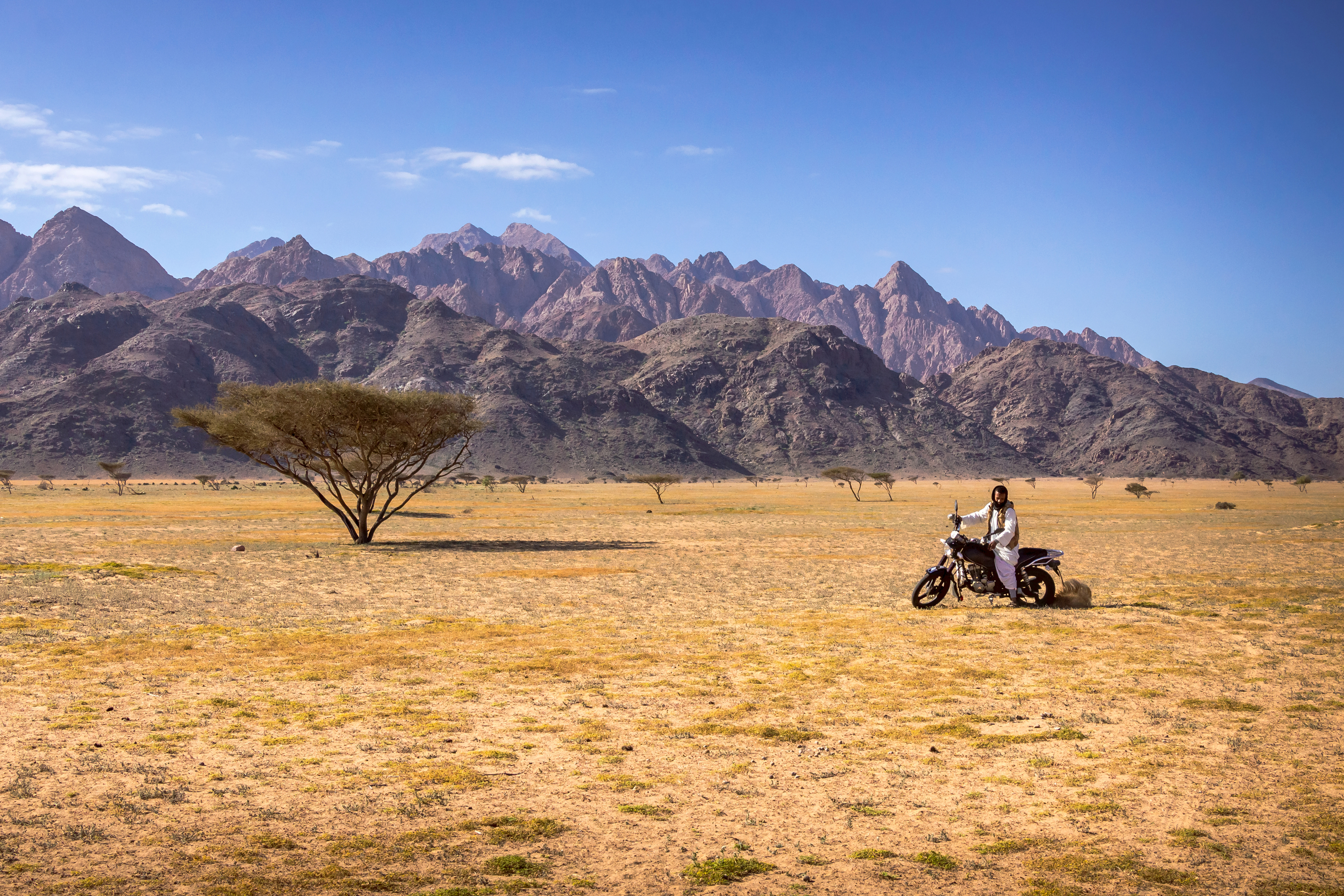
Paysage près de Shalateen, dans le triangle de Hala'ib.

La frontière terrestre entre les deux pays suit pour l'essentiel le 22e parallèle nord. Elle débute à l'ouest au tripoint entre l'Égypte, la Libye et le Soudan, à l'intersection avec le 25e méridien est qui forme au nord la frontière entre l'Égypte et la Libye, puis suit vers l'est le parallèle en direction de la mer Rouge.
Au niveau du Nil, la frontière s'oriente brusquement vers le nord. À cet endroit, elle prend la forme d'une excroissance qui remonte le cours du fleuve sur une vingtaine de kilomètres et environ 12 de large (c'est-à-dire à mi-chemin entre le 22e parallèle et Abou Simbel) : le « saillant de Wadi Halfa ». Après cette excroissance, la frontière reprend le parcours du 22e parallèle.
Dans l'est, un peu au-delà du 33e méridien est, le tracé est contesté. Un petit territoire situé au sud du parallèle, le Bir Tawil, n'est revendiqué par aucun des deux pays. Un territoire plus vaste, le triangle de Hala'ib est situé au nord de la frontière et est administré par l'Égypte, bien que le Soudan le revendique également.
Les Égyptiens appuient leurs revendications sur le tracé de 1899 : la frontière définie au moment de l'établissement du condominium anglo-égyptien sur le Soudan suivait le parallèle sur toute sa longueur. Les Soudanais se réfèrent au tracé de 1902 : à cette date, les Britanniques dessinèrent une seconde frontière, administrative, qui rattachait le triangle de Hala'ib au Soudan. La région est disputée entre les deux pays depuis leur indépendance. Du fait de cette dispute, la frontière maritime entre l'Égypte et le Soudan n'est pas définie dans la mer Rouge. La souveraineté sur les Îles Siyal notamment, situées à ce niveau, reste donc contestée.

## Historique
Le 19 janvier 1899, l'accord entre l'Égypte et le Royaume-Uni au sujet du Soudan anglo-égyptien fixe la limite nord de celui-ci au 22e parallèle. Le saillant de Wadi Halfa est transférée au Soudan le 26 mars 1899, afin de lui fournir un terminus nord sur une ligne ferroviaire possible entre Faras et Khartoum.
Le 25 juillet 1902, une frontière administrative est créée afin de faciliter la gestion des tribus nomades le long de la frontière.
La limite occidentale de la frontière est délimitée en 1925 par un accord entre l'Égypte et l'Italie au sujet de la Libye.